# Armando Husillos
Armando Mario Husillos (né le 5 février 1959 à Morón en Argentine) est un joueur de football argentin.

## Carrière

### Carrière de joueur
Il commence sa carrière professionnelle en 1977 avec le Club Atlético Boca Juniors où il fera partie de l'effectif qui remportera la Copa Libertadores 1978. Il jouera ensuite pour la Loma Negra de Olavarría, le Club Atlético San Lorenzo de Almagro et les Estudiantes de La Plata en Argentine. 
Husillos a également joué en Espagne pour le Cádiz CF, le Real Murcia, CD Tenerife, Málaga et le Cartagena FC

### Carrière d'entraîneur
Husillos fut l'entraîneur du Almagro, et emmènera le club de la Primera B Nacional à la Primera mais arrêtera au bout de 10 matchs lors de l'Apertura 2000. Il a ensuite entraîné en Espagne le Málaga B entre 2006 et 2007.